# Waverly (Washington)
Waverly je градић u američkoj saveznoj državi Washington. Prema popisu stanovništva iz 2010. u njemu je živjelo 106 stanovnika.